# Claudio Corallo
Claudio Corallo (Florència, 1951) és un empresari italià i enginyer agrícola. Resideix a São Tomé i Príncipe. Va crear la refineria de xocolata i cafè anomenada "Claudio Corallo Cacao é Coffee". És cònsol honorari de la República Italiana a São Tomé i Príncipe.

## Biografia
Corallo va néixer a la ciutat de Florència, Itàlia. Es va formar com a enginyer agrícola el 1987 a l'Instituto Agronómico para o Ultramar.
Va treballar com a bussejador per una empresa de dragatge a Trieste i posteriorment per a una consultora italiana. El 1974 va anar a l'actual República Democràtica del Congo (RDC); el govern de Mobutu Sese Seko el va contractar com a investigador i va oferir assistència tècnica amb petits productors rurals. Posteriorment va comprar 1.250 hectàrees de plantacions de cafè a la regió de Lomela. La regió era difícil d'accedir des de Kinshasa, utilitzant el riu Congo com l'únic mitjà d'accés. Claudio va utilitzar una canoa que va trigar dues setmanes a arribar a Lomela, però va planejar construir un vaixell, que va nomenar el DB, 1 per reduir el temps de viatge. Amb canvis polítics al Zaire, es va veure obligat a abandonar el país.
Al desembre de 1992, es va traslladar a São Tomé i Príncipe on va començar a conrear el cacau, que ja es cultivava a l'arxipèlag. La investigació sobre les varietats de cacau, incloses les seves produccions a Bolívia, va confirmar que el cacau a São Tomé i Príncipe tenia una qualitat diferent. A través de diverses proves, va trobar que l'amargor era causada per errades de processament, emmagatzematge d'humitat i el calor equatorial del país. Es van desenvolupar diferents formes de proves de fermentació per a una nova pasta de cacau i va construir un laboratori per a torrar, pelar i elaborar.
A continuació, va comprar una plantació de cacau abandonada de 120 ha a Terreiro Velho al costat de Novo Estrela a l'illa de Príncipe. Va produir un producte d'alta qualitat que es considerava la millor xocolata del món. Ell controlava el procés de producció des de l'arbre fins a la taula.
Corallo va descobrir que l'illa de São Tomé era capaç de produir cafè de gran qualitat. Aleshores va comprar una propietat a Nova Moca, al sud-oest de Monte Café, la zona productora de cafè. Va desenvolupar el seu cultiu de cafè i xocolata i va construir una indústria refinada gastronòmica, Claudio Corallo Cacao e Coffee.
Corallo és professor de ciències agràries a l'Instituto Superior Politécnico de São Tomé e Príncipe (ISP), que ha esdevingut campus de la Universitat de São Tomé i Príncipe (USTP) i al Centro de Aperfeiçoamento Técnico Agropecuário (CATAP) (ara Centre d'Estudi pel Desenvolupament, un altre campus de la universitat.)